# 羅馬水道橋公園

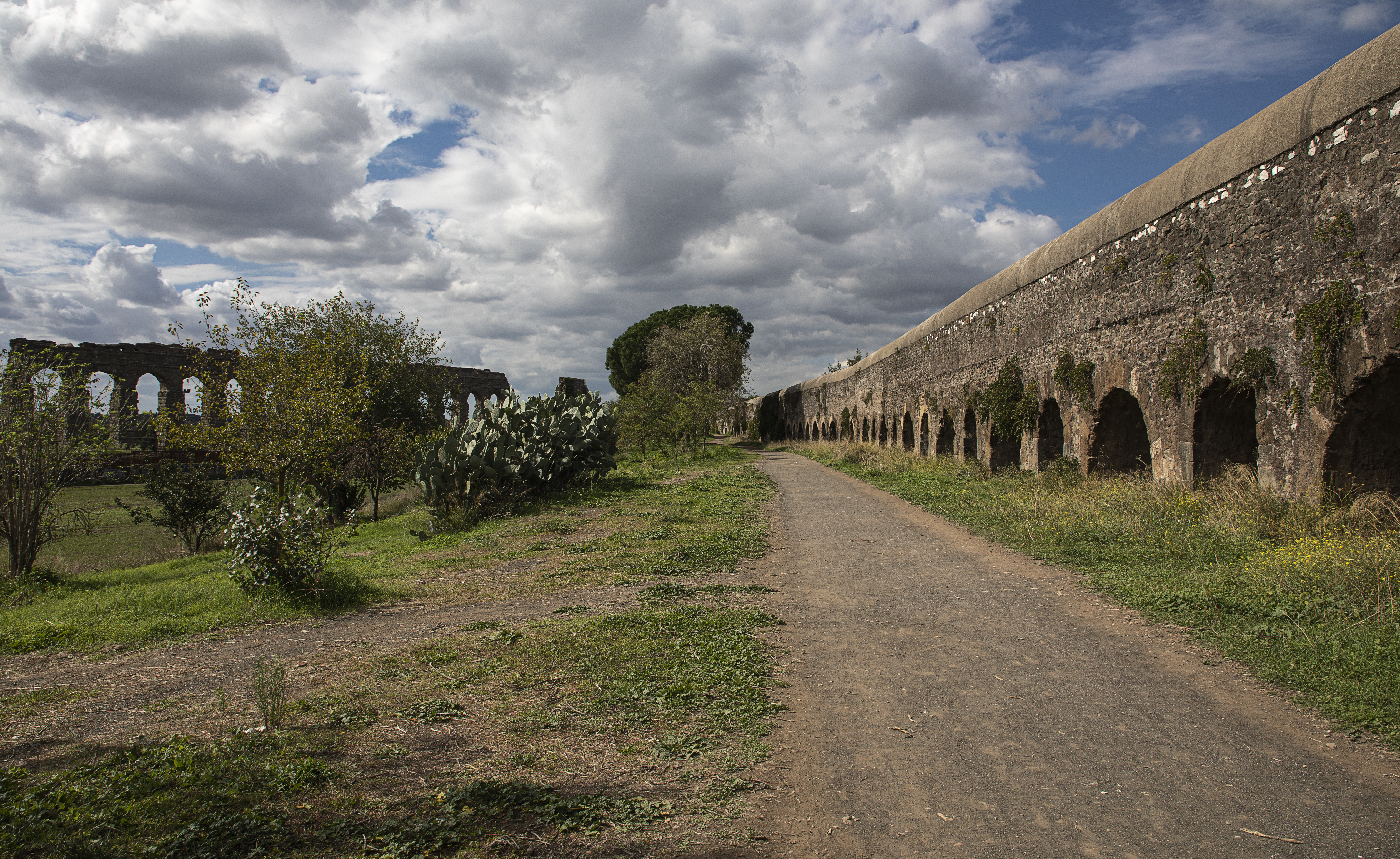

羅馬水道橋公園（Parco degli Acquedotti）是一座位於義大利羅馬東南的公園。在這座公園內，現存有克勞狄水道、斐理斯水道、瑪西亞水道三座水道。古羅馬11座水道中，有6座途徑這裡。

## 外部連結
- （義大利語） Romacivica
- Photographs （页面存档备份，存于）
- and more Photographs （页面存档备份，存于） on Flickr
- 维基导游上有關羅馬水道橋公園的旅行指南
- 维基共享资源上的相關多媒體資源：羅馬水道橋公園